# Afrarchaea haddadi
Afrarchaea haddadi är en spindelart som beskrevs av Leon N. Lotz 2006. Afrarchaea haddadi ingår i släktet Afrarchaea och familjen Archaeidae. Inga underarter finns listade i Catalogue of Life.